# Campelo (Figueiró dos Vinhos)
Pour les articles homonymes, voir Campelo.
Campelo est une freguesia portugaise située dans le District de Leiria.
Avec une superficie de 51,55 km2 et une population de 359 habitants (2001), la paroisse possède une densité très faible : seulement 7,0 hab/km2.